# 동경 용원부
동경 용원부(東京龍原府)는 발해의 5경 중 하나이다.

## 개요
동경 용원부에 대한 위치는 정확하게 알 수는 없으나, 두만강에 가까운 중화인민공화국 지린성 옌볜 조선족 자치주 훈춘 시 팔련성(八連城) 유적이 확실시 되고 있다.
발해의 제3대 왕인 문왕의 후기인 785년부터 제5대 성왕대인 794년까지 잠시 수도의 기능을 하였다.
신라와 일본으로 가는 길목에 위치해 있어 당시 발해의 교통의 중심지라고 여겨진다. 4개의 주를 관할했다.
발해 멸망 이후 928년, 거란이 동란국을 요양부로 이관시키면서 모든 속현이 폐지, 주만이 요동지역으로 강제 이치되었다.

## 행정구역
| 주명 | 한자 | 대략적 위치                                                                                 | 비고 |
| ---- | ---- | ------------------------------------------------------------------------------------------- | --- |
| 경주 | 慶州 | 혼춘시 팔련성(八連城), 온특혁부성(溫特赫部城, 발해 멸망 이전까지 책성이 있었던 곳이다.)일대 | 동경 용원부의 치소가 있던 주로 추정된다. 발해 멸망 이후 펑청 시로 강제 이관되었다.                                                                    |
| 염주 | 鹽州 | 러시아 프리모르스키 지방 크라스키노 토성                                                    | 발해가 멸망한 뒤에도 연추(烟秋), 야니치헤(延秋)와 같이 다양한 이름으로 변형되어 크라스키노에서 전해내려졌다. 발해 멸망 이후 이치된 위치는 알 수 없다. |
| 목주 | 穆州 | 혼춘시 양포 만주족향 마신촌 살기성?                                                         | 옌볜 대학 교수 이건재는 살기성을 목주의 치소로 비정했으나 정확한 위치는 알 수 없다. 발해 멸망 이후 신빈만족자치현 동남부 지역으로 강제 이관되었다.    |
| 하주 | 賀州 | 불명                                                                                        | 대략적 위치에 대해 알려진 것이 없다. 발해 멸망 이후 이치된 위치 또한 알 수 없다.                                                                      |

## 같이 보기
- 상경 용천부(上京龍泉府)
- 중경 현덕부(中京顯德府)
- 서경 압록부(西京鴨淥府)
- 남경 남해부(南京南海府)